# Rosa 'Golden Celebration'
'Golden Celebration' ('AUSgold' es el nombre del obtentor registrado), es un cultivar de rosa que fue conseguido en Reino Unido en 1992 por el rosalista británico David Austin.

## Descripción
'Golden Celebration' es una rosa moderna cultivar del grupo « English Rose Collection ».
El cultivar procede del cruce de 'Charles Austin' x 'Abraham Darby' ®.
Las formas arbustivas del cultivar tienen porte erguido buen ramaje, que alcanza más de 120 a 150 cm de alto con 120 cm de ancho. Las hojas son de color verde oscuro mate de tamaño medio, con siete foliolos, follaje coriáceo.
Sus delicadas flores de color amarillo profundo. Fuerte, y dulce fragancia. Flor de 55 a 75 pétalos. El diámetro medio de 2,75". Rosa de tamaño mediano, muy completo (41 + pétalos), on floración en solitario, en pequeños grupos, en forma de copa, forma de la flor globular.  Capullos redondeados.
Florece de una forma prolífica, floración en oleadas a lo largo de la temporada.

## Origen
El cultivar fue desarrollado en Reino Unido por el prolífico rosalista británico David Austin en 1992. 'Golden Celebration' es una rosa híbrida con ascendentes parentales de cruce de 'Charles Austin' x 'Abraham Darby' ®.
El obtentor fue registrado bajo el nombre cultivar de 'AUSgold' por David Austin en 1992 y se le dio el nombre comercial de exhibición 'Golden Celebration'™.
También se le reconoce por el sinónimo de 'AUSgold'.
- La rosa fue obtenida antes de 1992 e introducida en el Reino Unido por David Austin Roses Limited (UK) en 1992 como 'Golden Celebration'.[1]
- La rosa 'Golden Celebration' fue introducida en la Unión Europea con la patente "European Union - Patent No: 333  on  2 Aug 1996/Application No: 19950463  on  24 Jul 1995".[1]
- La rosa 'Golden Celebration' fue introducida en Estados Unidos con la patente "United States - Patent No: PP 8,688  on  19 Apr 1994/Application No: 07/954,964  on  30 Sep 1992".[1]
- La rosa 'Golden Celebration' fue introducida en Australia con la patente "Australia - Application No: 1996/061  on  1996".[1]

## Cultivo
Aunque las plantas están generalmente libres de enfermedades, es posible que sufran de punto negro en climas más húmedos o en situaciones donde la circulación de aire es limitada. Se desarrollan mejor a pleno sol. En América del Norte son capaces de ser cultivadas en USDA Hardiness Zones 5b a 10b. La resistencia y la popularidad de la variedad han visto generalizado su uso en cultivos en todo el mundo.
Puede ser utilizado para las flores cortadas, jardín o portador guía. Vigorosa. En la poda de Primavera es conveniente retirar las cañas viejas y madera muerta o enferma y recortar cañas que se cruzan. En climas más cálidos, recortar las cañas que quedan en alrededor de un tercio. En las zonas más frías, probablemente hay que podar un poco más que eso. Requiere protección contra la congelación de las heladas invernales.

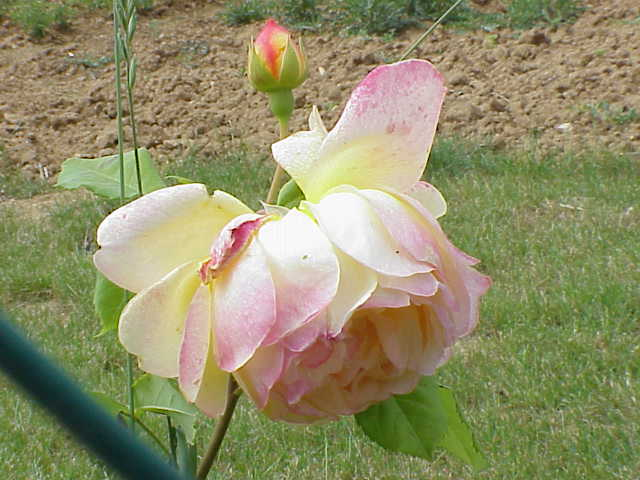
Rosa 'Golden Celebration'.
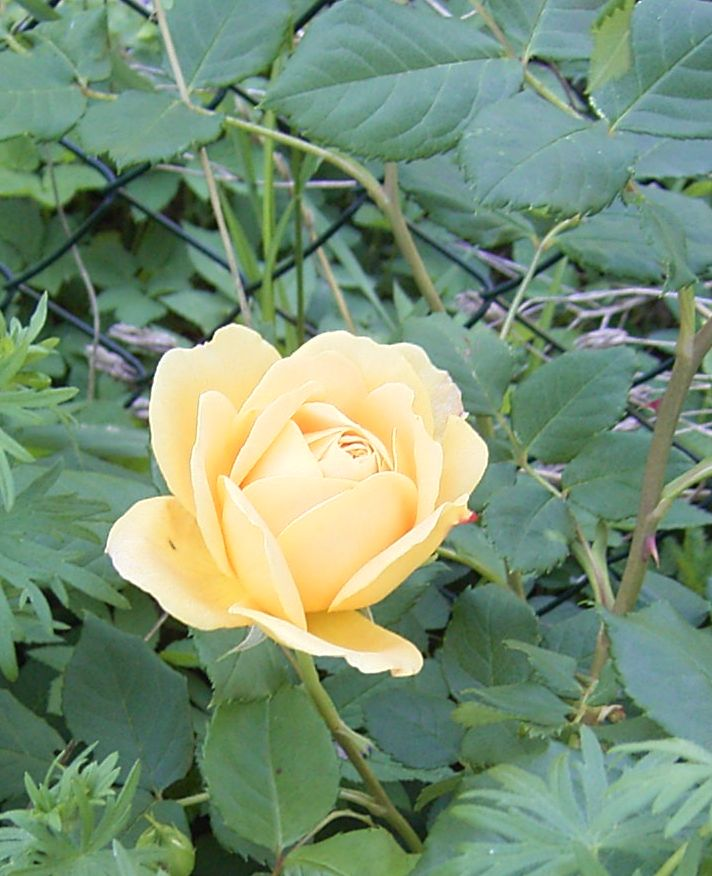
Rosa 'Golden Celebration'.

## Obtentoresyvariedadesderivadas
Por las características deseables de 'Golden Celebration' se ha utilizado como ascendente parental en el cruzamiento para la obtención de variedades de nuevas rosas.

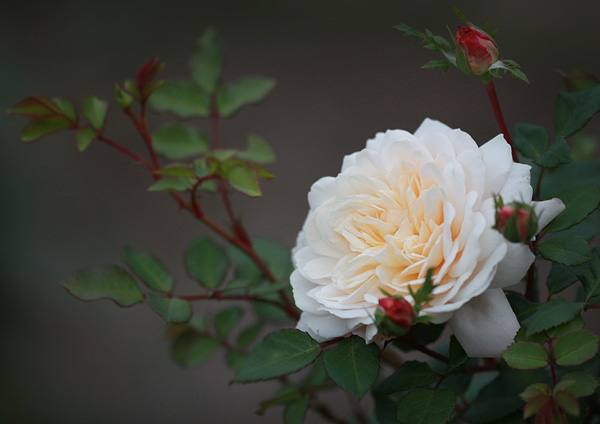
Rosa 'Crocus Rose', Austin 2000, obtenida del cruce de planta de semillero x 'Golden Celebration'.
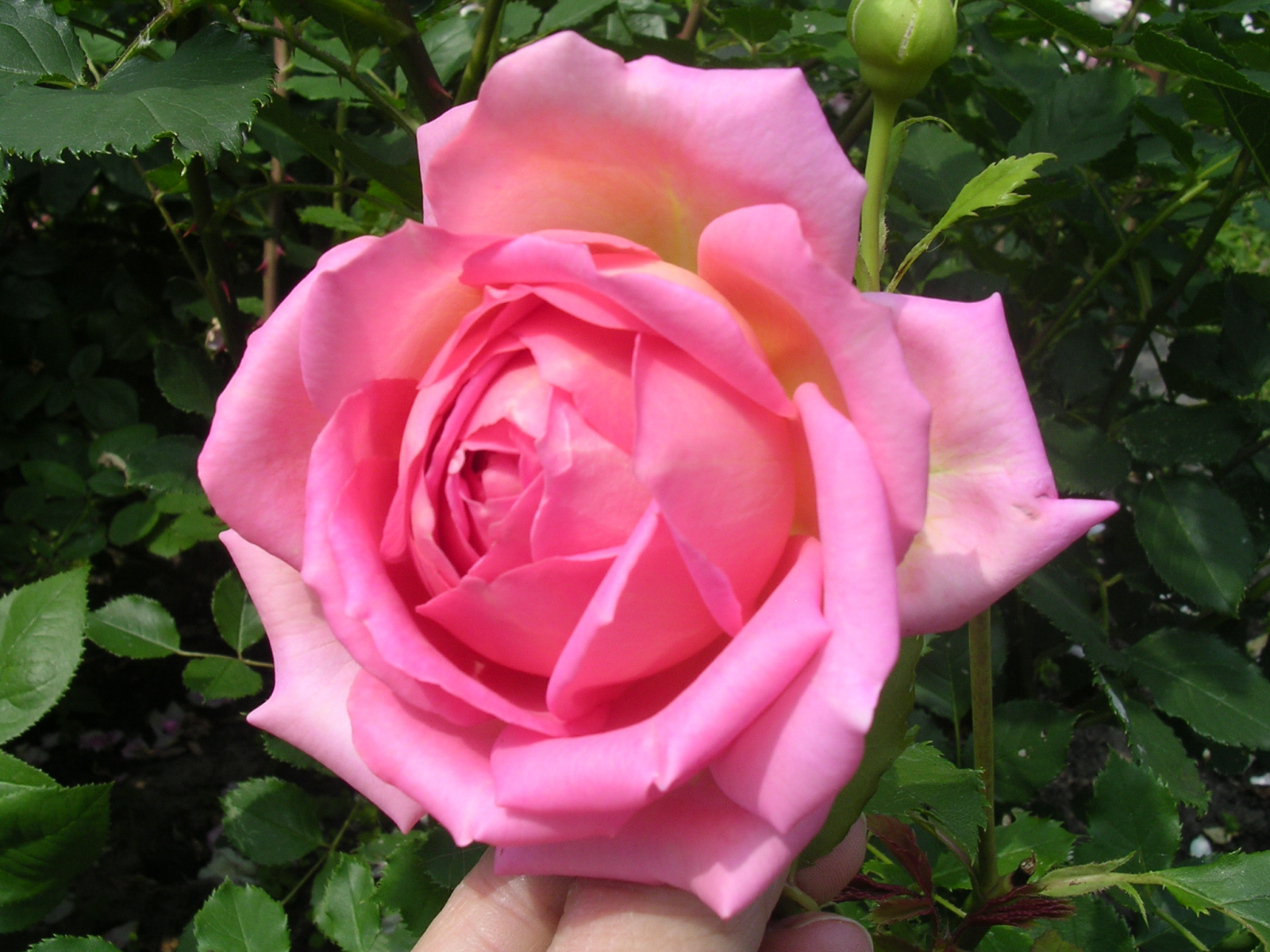
Rosa 'Jubilee Celebration', Austin 2002, obtenida del cruce de 'Golden Celebration' x planta de semillero.